# 竹内翼
竹内 翼（たけうち つばさ、1991年5月20日 - ）は、広島県広島市安佐南区出身の競輪選手。日本競輪学校第109回生。日本競輪選手会広島支部所属。元サッカー選手（FW）。

## 来歴
原南アイオロスFC、安芸FCから広島観音高校へ進学する。高校時代は、広島県選抜選手にも選出され、2009年第88回全国高校サッカー選手権では、ベスト8進出に貢献した。また、U-18日本代表候補として、トレーニングキャンプへ参加している。2010年、高校の同期である岡崎和也と共にファジアーノ岡山FCへ加入。同じ高校から一度に2人のプロ選手が誕生するのは広島県では初の出来事であった。同年4月から2011年、2012年とネクストへ所属する。2013年シーズン終了後、契約満了により退団。
その後競輪選手に転向、2015年に日本競輪学校へ入学した。
2016年に卒業、在校競走成績は65戦5勝で第42位。吉本哲郎（84期）に師事している。
デビュー節の7月10日から12日まで開催されたF2ホークス杯/小倉競輪場にて完全優勝を飾った。その後も2節連続完全優勝（計3節連続完全優勝）を果たし、A級2班に特別昇班。
同年12月29日、武雄競輪場でA級3場所連続完全優勝を決め、S級2班に特別昇級した。
2017年と2018年、ヤンググランプリに2年連続出走した（両年とも9着）。
2020年前期より初のS級1班に昇班。2020年8月のオールスター競輪でG1に初出走した。

## 所属クラブ
- 原南アイオロスFC
- 安芸FC
- 2007年 - 2009年 広島県立広島観音高等学校
- 2010年 - 2013年 ファジアーノ岡山FC
  - 2010年4月 - 同年12月 ファジアーノ岡山ネクスト (登録変更)
  - 2011年4月 - 同年12月 ファジアーノ岡山ネクスト (登録変更)
  - 2012年4月 - 同年12月 ファジアーノ岡山ネクスト (登録変更)
  - 2013年4月 - 同年12月 ファジアーノ岡山ネクスト (登録変更)

## 個人成績
| 国内大会個人成績 | 国内大会個人成績 | 国内大会個人成績 | 国内大会個人成績 | 国内大会個人成績 | 国内大会個人成績 | 国内大会個人成績 | 国内大会個人成績 | 国内大会個人成績 | 国内大会個人成績 | 国内大会個人成績 | 国内大会個人成績 |
| 年度             | クラブ           | 背番号           | リーグ           | リーグ戦         | リーグ戦         | リーグ杯         | リーグ杯         | オープン杯       | オープン杯       | 期間通算         | 期間通算         |
| 年度             | クラブ           | 背番号           | リーグ           | 出場             | 得点             | 出場             | 得点             | 出場             | 得点             | 出場             | 得点             |
| 日本             | 日本             | 日本             | 日本             | リーグ戦         | リーグ戦         | リーグ杯         | リーグ杯         | 天皇杯           | 天皇杯           | 期間通算         | 期間通算         |
| ---------------- | ---------------- | ---------------- | ---------------- | ---------------- | ---------------- | ---------------- | ---------------- | ---------------- | ---------------- | ---------------- | ---------------- |
| 2010             | 岡山             | 42               | J2               | 0                | 0                | -                | -                | -                | -                | 0                | 0                |
| 2010             | 岡山N            | 42               | 中国             | 18               | 9                | -                | -                | -                | -                | 18               | 9                |
| 2011             | 岡山             | 42               | J2               | 0                | 0                | -                | -                | -                | -                | 0                | 0                |
| 2011             | 岡山N            | 42               | 中国             | 18               | 8                | -                | -                | 2                | 1                | 20               | 9                |
| 2012             | 岡山             | 32               | J2               | 0                | 0                | -                | -                | -                | -                | 0                | 0                |
| 2012             | 岡山N            | 32               | 中国             | 18               | 5                | -                | -                | 2                | 1                | 20               | 6                |
| 2013             | 岡山             | 32               | J2               | 0                | 0                | -                | -                | -                | -                | 0                | 0                |
| 2013             | 岡山N            | 32               | 中国             | 18               | 8                | -                | -                | 2                | 1                | 20               | 9                |
| 通算             | 日本             | 日本             | J2               | 0                | 0                | -                | -                | -                | -                | 0                | 0                |
| 通算             | 日本             | 日本             | 中国             | 72               | 30               | -                | -                | 6                | 3                | 78               | 33               |
| 総通算           | 総通算           | 総通算           | 総通算           | 72               | 30               | -                | -                | 6                | 3                | 78               | 33               |

その他の公式戦
- 2012年
  - 第48回全国社会人サッカー選手権大会 4試合0得点
  - 第36回全国地域サッカーリーグ決勝大会 6試合0得点
- 2013年
  - 第49回全国社会人サッカー選手権大会 1試合0得点
  - 第37回全国地域サッカーリーグ決勝大会 6試合0得点

## 代表・選抜歴
- U-18日本代表候補
- 広島県高校選抜選手

## タイトル
- 第88回全国高等学校サッカー選手権大会広島県予選：得点王